# Schizotrema bidens
Schizotrema bidens är en kräftdjursart som beskrevs av Fage 1945. Schizotrema bidens ingår i släktet Schizotrema och familjen Nannastacidae.
Artens utbredningsområde är Vietnam. Inga underarter finns listade i Catalogue of Life.